# Ante Čovo

Fra Ante Čovo (Sinj, 29. listopada 1959.) hrvatski je franjevac i teolog.

## Životopis
Rodio se u Sinju, od roditelja Ivana i Luce rođ. Vučić. U rodnom gradu završio je osnovnu školu i klasičnu gimnaziju. U Makarskoj i Zagrebu pohađao je filozofsko-teološki studij. Diplomirao je 1985. god. 29. lipnja 1986. godine zaredio se u Splitu za svećenika Franjevačke provincije Presvetoga Otkupitelja. Obnašao duhovne dužnosti u Vinjanima i u Splitu, na Dobromu (župni vikar); magistar (odgojitelj) bogoslova, tajnik za formaciju i studij, promicatelj pastorala zvanja i duhovni asistent franjevačke mladeži. Sada je ravnatelj Franjevačkoga instituta za kulturu mira. Godine 1988. započeo je u Rimu na Papinskomu učilištu Antonianum (Pontificio Ateneo Antonianum) poslijediplomski studij duhovnosti. Magistrirao je 1990. godine. Doktorirao je 1993. godine disertacijom Il francescanesimo insegnato e vissuto nelle lettere circolari della provincia del SS. Redentore in Croazia dal 1735 al 1855 (Poučavano i življeno franjevaštvo u okružnim pismima provincije Presvetoga Otkupitelja u Hrvatskoj od 1735. do 1855.), čime je stekao akademski naslov doktora teologije sa specijalizacijom u duhovnosti. 

### Karijera
Na Franjevačkoj visokoj bogosloviji u Makarskoj predavao od 1993. godine. U Splitu predaje od 1999. na Katoličkomu bogoslovnom fakultetu kao vanjski suradnik. Od 2005. je suradničkog zvanja višeg asistenta, a u znanstveno-nastavno zvanje izabran je docenta 2006. godine. Svoju nastavnu djelatnost završio je 2010. godine. Obnašao je dužnost tajnika Franjevačke visoke bogoslovije, a zatim je bio prodekan za nastavu (2007. – 2009.). Bio je fakultetskih povjerenstava i sveučilišnoga povjerenstva. Bio je i član Uredničkoga vijeća časopisa Služba Božja. Predavao na domaćim i međunarodnim znanstvenim skupovima, predstavljao knjige, recenzirao knjige i članke za znanstvene časopise i zbornike znanstvenih skupova. Članke objavio u Službi Božjoj, Crkvi u svijetu, Počecima i dr.
Od 2012. - 2019. godine bio je gvardijan samostana sv. Marije u Makarskoj, a od 2019. godine vrši službe gvardijana samostana u Sinju i upravitelja Gospina svetišta u istom mjestu. Dana 22. srpnja 2022., predao je službu gvardijana samostana u Sinju i upravitelja Gospina svetišta u istom mjestu svom nasljedniku fra Marinku Vukmanu, budući da su članovi Uprave Franjevačke provincije Presvetog Otkupitelja na Kapitulskom kongresu održanom u samostanu Gospe od Zdravlja u Splitu od 6. - 9. VI. 2022., donijeli odluku o razrješenju službe gvardijana samostana i upravitelja Svetišta zbog isteka mandata za službu gvardijana. Naime, zakonodavstvo Franjevačkoga reda, nalaže kako služba gvardijana samostana ne može trajati više od tri mandata ( svaki mandat traje po tri godine). Kao gvardijan upravljao je samostanom u Makarskoj sedam godina, a samostanom u Sinju tri godine.
Istodobno, predloženo je njegovo imenovanje župnikom Župe sv. Filipa i Jakova u Potravlje nadomak Sinja te je sukladno prijedlogu Provincije, splitsko-makarski nadbiskup mons. dr. Dražen Kutleša, 21. srpnja 2022. objavio dekret o imenovanju župnikom spomenute Župe.
Razrješen je dužosti župnika 2025., a ponovo je imenovan gvardijanom Franjevačkog samostana u Makarskoj.